# Violinsonate Nr. 4 (Beethoven)

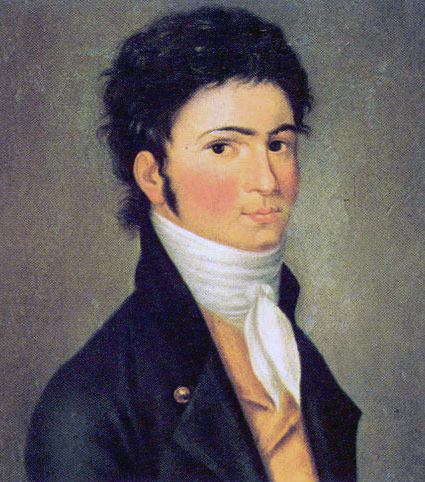
Beethoven-Porträt von Carl Traugott Riedel aus dem Jahr 1801.

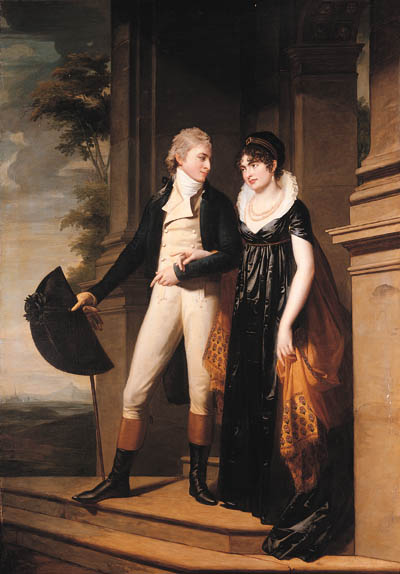
Graf Moritz von Fries, Widmungsträger der Violinsonaten op. 23 und 24, mit seiner Frau (Jean-Laurent Mosnier, ca. 1801)

Die Violinsonate Nr. 4 in a-Moll, op. 23 ist eine Sonate für Violine und Klavier von Ludwig van Beethoven.

## Entstehung
Die Violinsonate Nr. 4 entstand in den Jahren 1800/1801, gleichzeitig mit der 1801 komponierten Violinsonate Nr. 5 in F-Dur, op. 24, der „Frühlingssonate“. Wie diese ist die Sonate op. 23 Moritz Reichsgraf von Fries gewidmet.

## Zur Musik
Die Violinsonate op. 23 bildet mit ihrer dramatischen Grundstimmung einen Gegensatz zur gleichzeitig entstandenen, heiteren „Frühlingssonate“. Mit beiden Werken verlässt Beethoven endgültig die Ebene der bis dahin von Violinsonaten gewohnten Gelegenheitsmusik.

### 1. Satz: Presto
Der erste Satz ist von einer ausgedehnten Durchführung geprägt, die mit 92 Takten die 71 Takte lange Exposition übertrifft. Sie verarbeitet das Hauptthema und die zwei Motive der Überleitung. Eine Neubearbeitung des Hauptthemas erklingt an Stelle der erwarteten Reprise sowie erneut in der Coda.

### 2. Satz: Andante scherzoso più allegretto
Das in Sonatensatzform angelegte Andante scherzoso più allegretto erhält erst durch die ab Takt 8 einsetzende Violine metrische Stabilität. Die Überleitung ist als Kontrapunkt angelegt.

### 3. Satz: Allegro molto
Das Finale ist von der gleichen Dramatik wie der erste Satz geprägt. Nach den drei Couplets des Satzes folgt ein Satzschluss, den Musikwissenschaftler Peter Cahn als ausgedehnte Coda ansieht. Kurz vor dem endgültigen Abschluss des Satzes klingen die drei Couplets erneut an.
Aus den Skizzen des Komponisten geht hervor, dass Beethoven drei Entwürfe für den Schluss der Sonate ausarbeitete, bis er sich für die vorliegende, unkonventionelle Version entschied.

## Wirkung
Zunächst wurden beide Sonaten unter der gemeinsamen Opuszahl 23 veröffentlicht. Die Aufteilung auf die Opuszahlen 23 und 24 erfolgte vermutlich, als durch ein Versehen des Verlegers die Violinstimme der „Frühlingssonate“ nicht im üblichen Hochformat, sondern im Querformat gedruckt wurde.
Noch während der Veröffentlichung beider Sonaten unter der gemeinsamen Opuszahl 23 bescheinigte die Allgemeine musikalische Zeitung beiden Werken, nicht „nur mit einem flüchtigen, neuen Einfall ein wenig gewürzt zu sein“, und schrieb:

„Rec. zählt sie unter die besten, die B. geschrieben hat, und das heißt ja wirklich, unter die besten, die gerade jetzt überhaupt geschrieben werden.“

Heute steht die Violinsonate op. 23 im Schatten der „Frühlingssonate“.

### Belege
- Harenberg Kulturführer Kammermusik, Bibliographisches Institut & F. A. Brockhaus AG, Mannheim, 2008, ISBN 978-3-411-07093-0
- Jürgen Heidrich: Violinsonaten, in: Beethoven – Handbuch, Bärenreiter-Verlag Karl Vötterle GmbH & Co. KG, Kassel, 2009, ISBN 978-3-476-02153-3, S. 466–475
- Lewis Lockwood: Beethoven: Seine Musik – Sein Leben. Metzler,  2009, ISBN 978-3-476-02231-8, S. 110ff.

### Weiterführende Literatur
- Peter Cahn: Violinsonate a-Moll op. 23, in: Interpretationen 1994, Band 1, S. 190–196